# Kirkkojärvi (sjö i Finland, Egentliga Finland)
Kirkkojärvi är en sjö i Finland. Den ligger i Nådendals stad i landskapet Egentliga Finland, i den sydvästra delen av landet, 170 km väster om huvudstaden Helsingfors. Kirkkojärvi ligger 2,9 meter över havet. Arean är 42,1 hektar och strandlinjen är 4,09 kilometer lång. Sjön  ingår i Norra Skärgårdshavets avrinningsområde.   Den ligger på ön Rimito. I omgivningarna runt Kirkkojärvi växer i huvudsak barrskog.
Följande samhällen ligger vid Kirkkojärvi:
- Rimito (1 987 invånare)